# Road Rash 3 : Tour de force
 (mars 2020).
Si vous disposez d'ouvrages ou d'articles de référence ou si vous connaissez des sites web de qualité traitant du thème abordé ici, merci de compléter l'article en donnant les références utiles à sa vérifiabilité et en les liant à la section « Notes et références ».
Road Rash 3 est un jeu vidéo de course de moto sorti en 1995 sur Mega Drive. Le jeu a été développé et édité par Electronic Arts. Il est le troisième opus de la série Road Rash. Une version est également disponible sur la R-Zone de Tiger Electronics.